# كيتيبلية
الكيتيبلية (الاسم العلمي: Kitaibela) هي جنس من النباتات يتبع الفصيلة الخبازية من رتبة الخبازيات. سمي هذا الجنس من قبل عالم النبات الألماني تكريماً لعالم النبات والصيدلي المجري بال كيتيبل (1757-1817) (بالفرنسية: Pál Kitaibel)‏.

## أنواع الكيتيبلية
- كيتيبلية بالنسية (الاسم العلمي:Kitaibelia balansae)
- كيتيبلية لندموثية (الاسم العلمي:Kitaibelia lindemuthii)
- كيتيبلية كرمية الأوراق (الاسم العلمي:Kitaibelia vitifolia)